# Comuna Ideciu de Jos, Mureș
Ideciu de Jos (în maghiară: Alsóidecs, în germană: Untereidsch) este o comună în județul Mureș, Transilvania, România, formată din satele Deleni, Ideciu de Jos (reședința) și Ideciu de Sus.

## Demografie
Componența etnică a comunei Ideciu de Jos
     Români (86,29%)
     Maghiari (4,4%)
     Alte etnii (9,31%)
Componența confesională a comunei Ideciu de Jos
     Ortodocși (80,08%)
     Reformați (5,06%)
     Adventiști (3,05%)
     Romano-catolici (1,25%)
     Alte religii (2,3%)
     Necunoscută (8,26%)
Conform recensământului efectuat în 2021, populația comunei Ideciu de Jos se ridică la 1.998 de locuitori, în scădere față de recensământul anterior din 2011, când fuseseră înregistrați 2.109 locuitori. Majoritatea locuitorilor sunt români (86,29%), cu o minoritate de maghiari (4,4%). Din punct de vedere confesional, majoritatea locuitorilor sunt ortodocși (80,08%), cu minorități de reformați (5,06%), adventiști (3,05%) și romano-catolici (1,25%), iar pentru 8,26% nu se cunoaște apartenența confesională.

## Politică și administrație
Comuna Ideciu de Jos este administrată de un primar și un consiliu local compus din 11 consilieri. Primarul, Lucian-Laurean Feier[*], de la Partidul Național Liberal, este în funcție din 2016. Începând cu alegerile locale din 2024, consiliul local are următoarea componență pe partide politice:
|  | Partid                                 | Consilieri | Componența Consiliului | Componența Consiliului | Componența Consiliului | Componența Consiliului | Componența Consiliului | Componența Consiliului |
|  | -------------------------------------- | ---------- | ---------------------- | ---------------------- | ---------------------- | ---------------------- | ---------------------- | ---------------------- |
|  | Partidul Național Liberal              | 6          |                        |                        |                        |                        |                        |                        |
|  | Alianța pentru Unirea Românilor        | 1          |                        |                        |                        |                        |                        |                        |
|  | Uniunea Democrată Maghiară din România | 1          |                        |                        |                        |                        |                        |                        |
|  | Partidul Social Democrat               | 1          |                        |                        |                        |                        |                        |                        |
|  | Uniunea Salvați România                | 1          |                        |                        |                        |                        |                        |                        |
|  | Partidul S.O.S. România                | 1          |                        |                        |                        |                        |                        |                        |

## Imagini

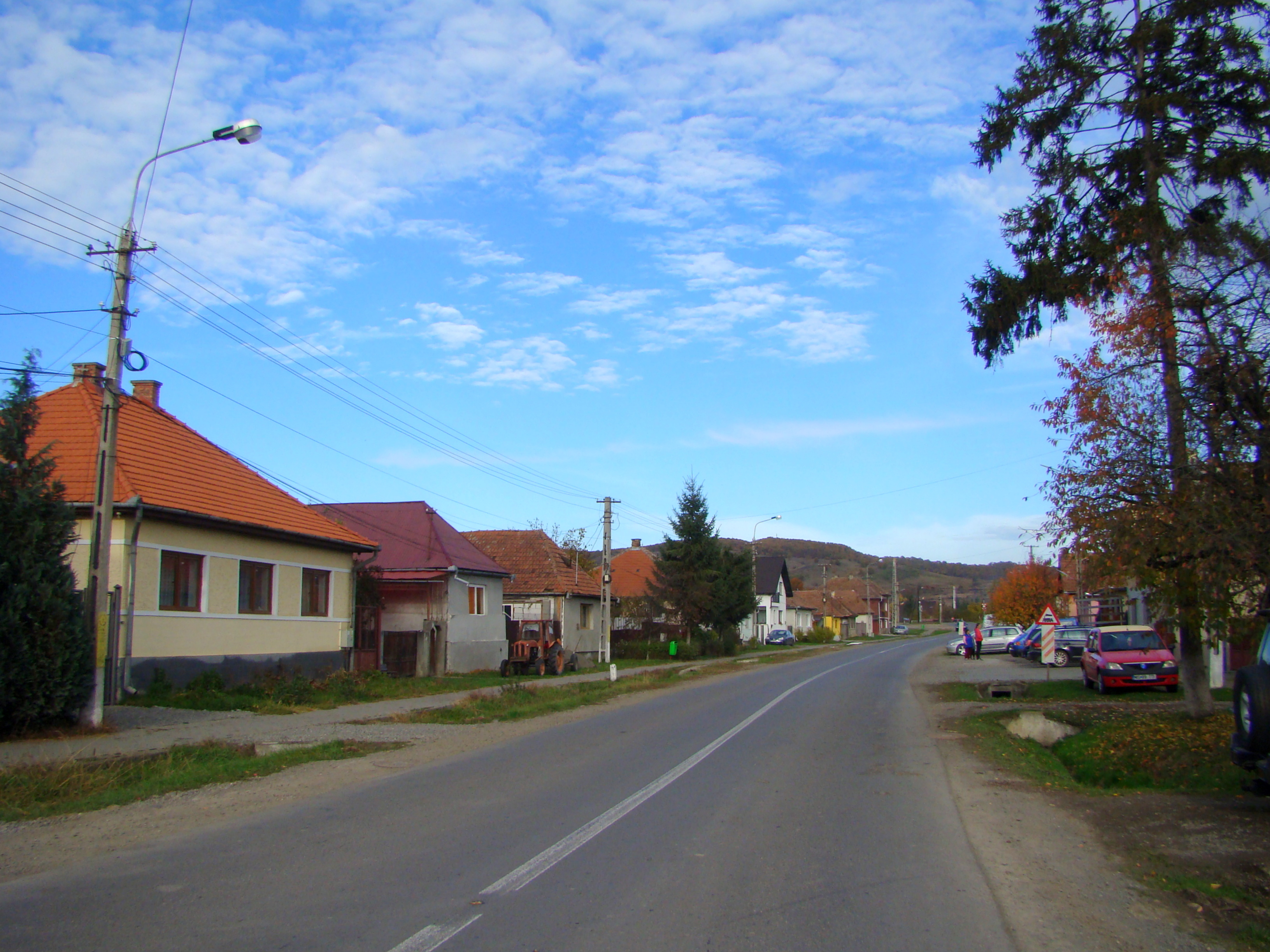
Ideciu de Jos
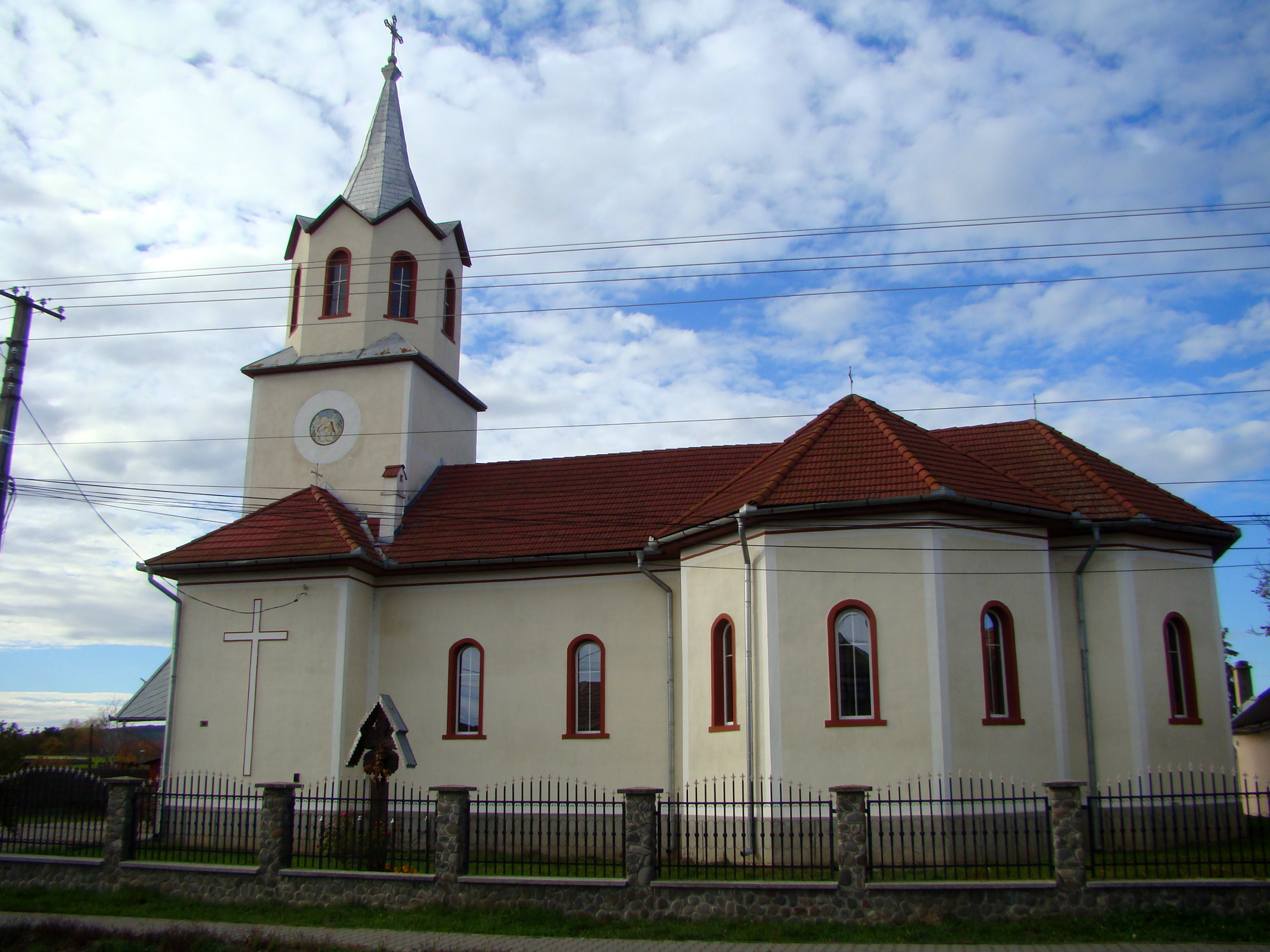
Biserica ortodoxă din Ideciu de Jos
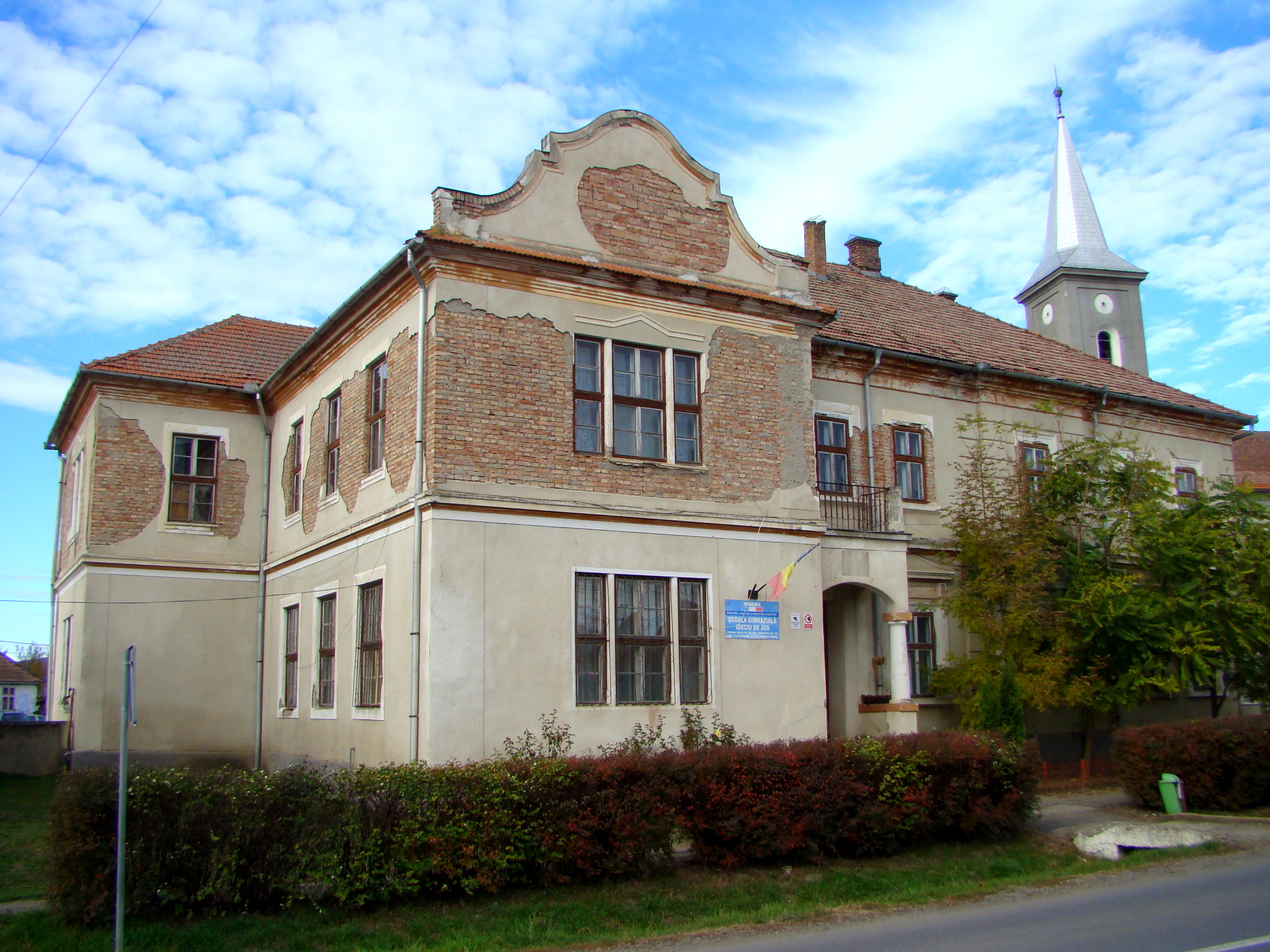
Școala gimnazială
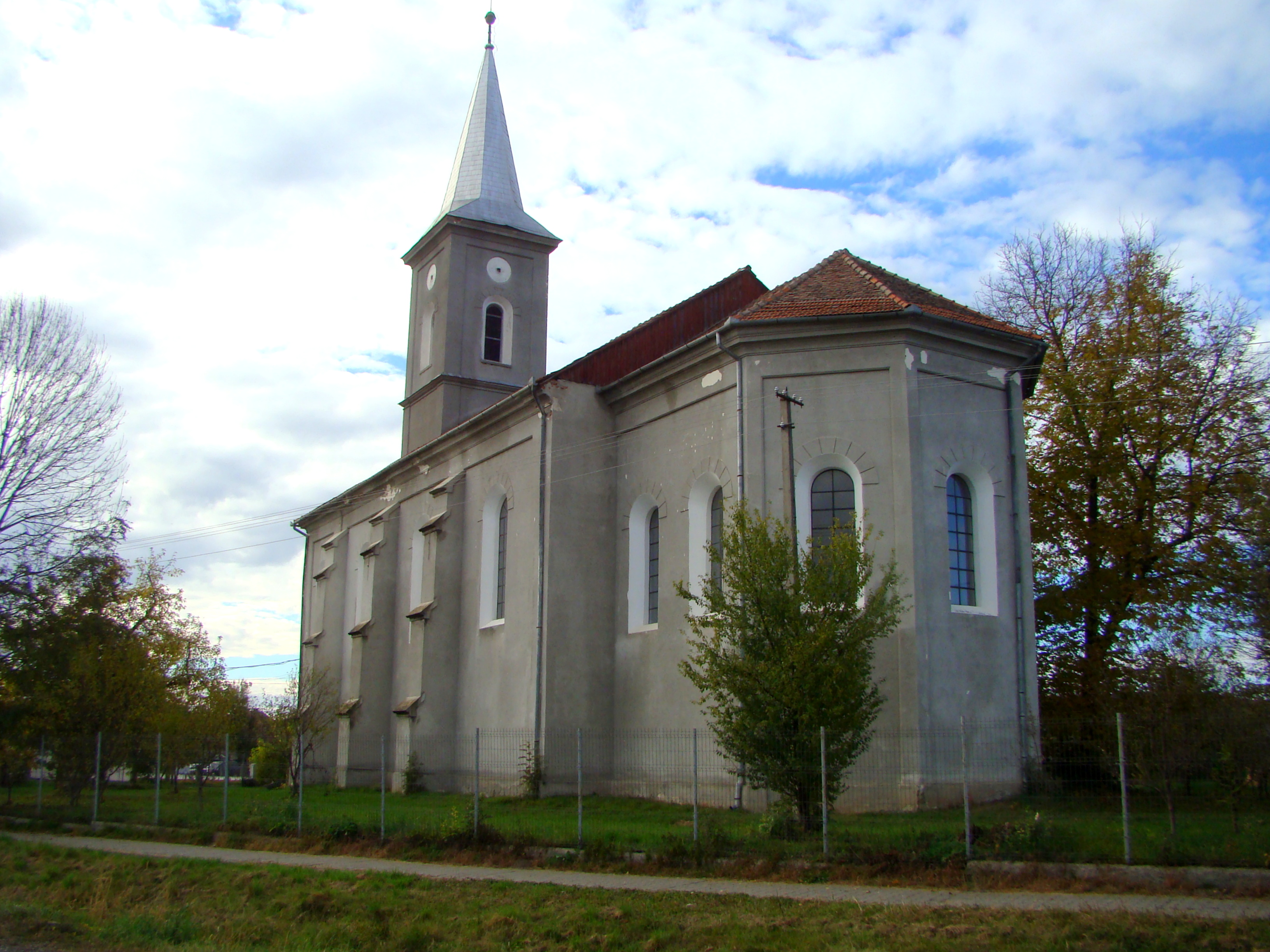
Biserica evanghelică din Ideciu de Jos
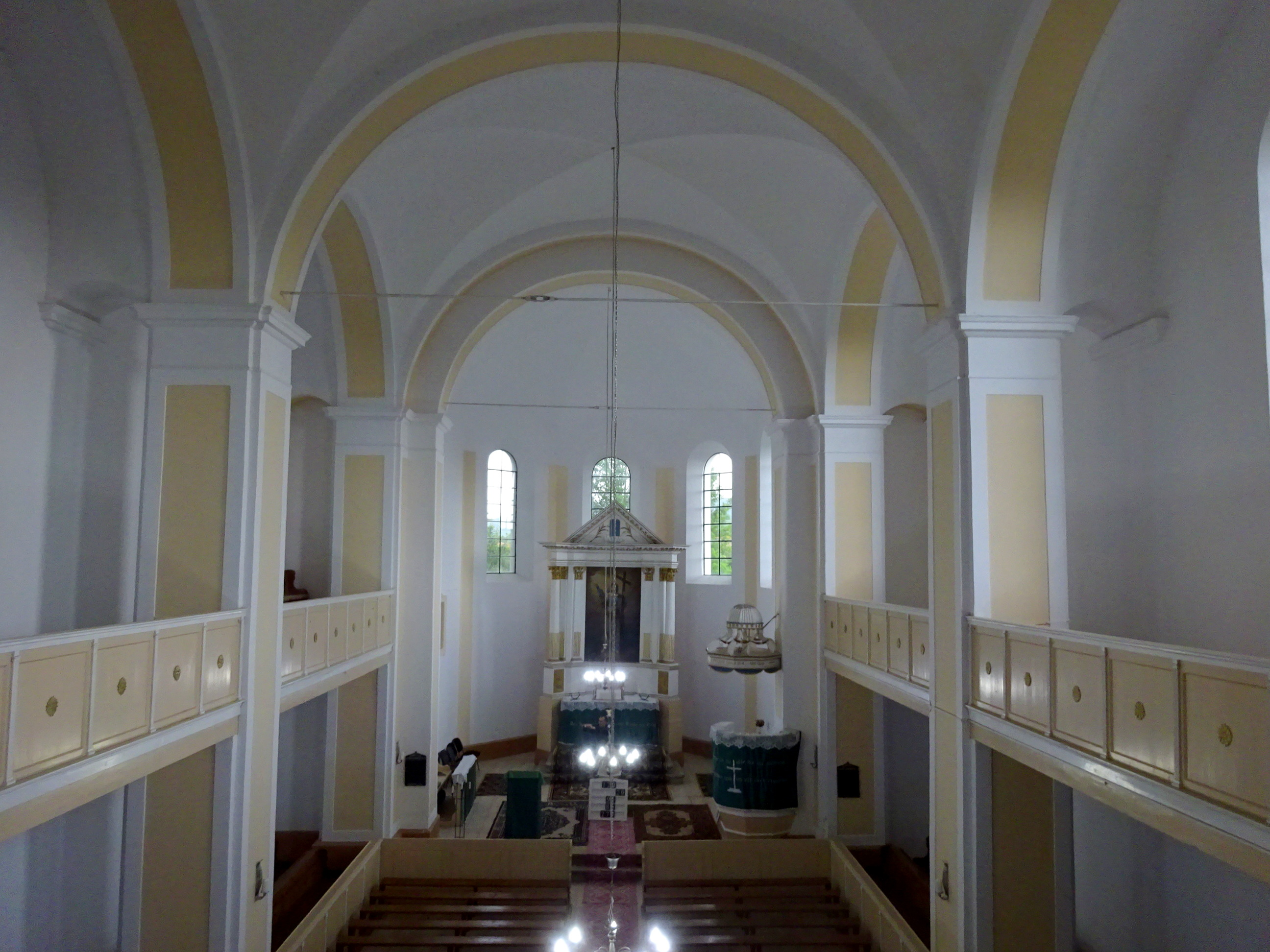
Biserica evanghelică din Ideciu de Jos
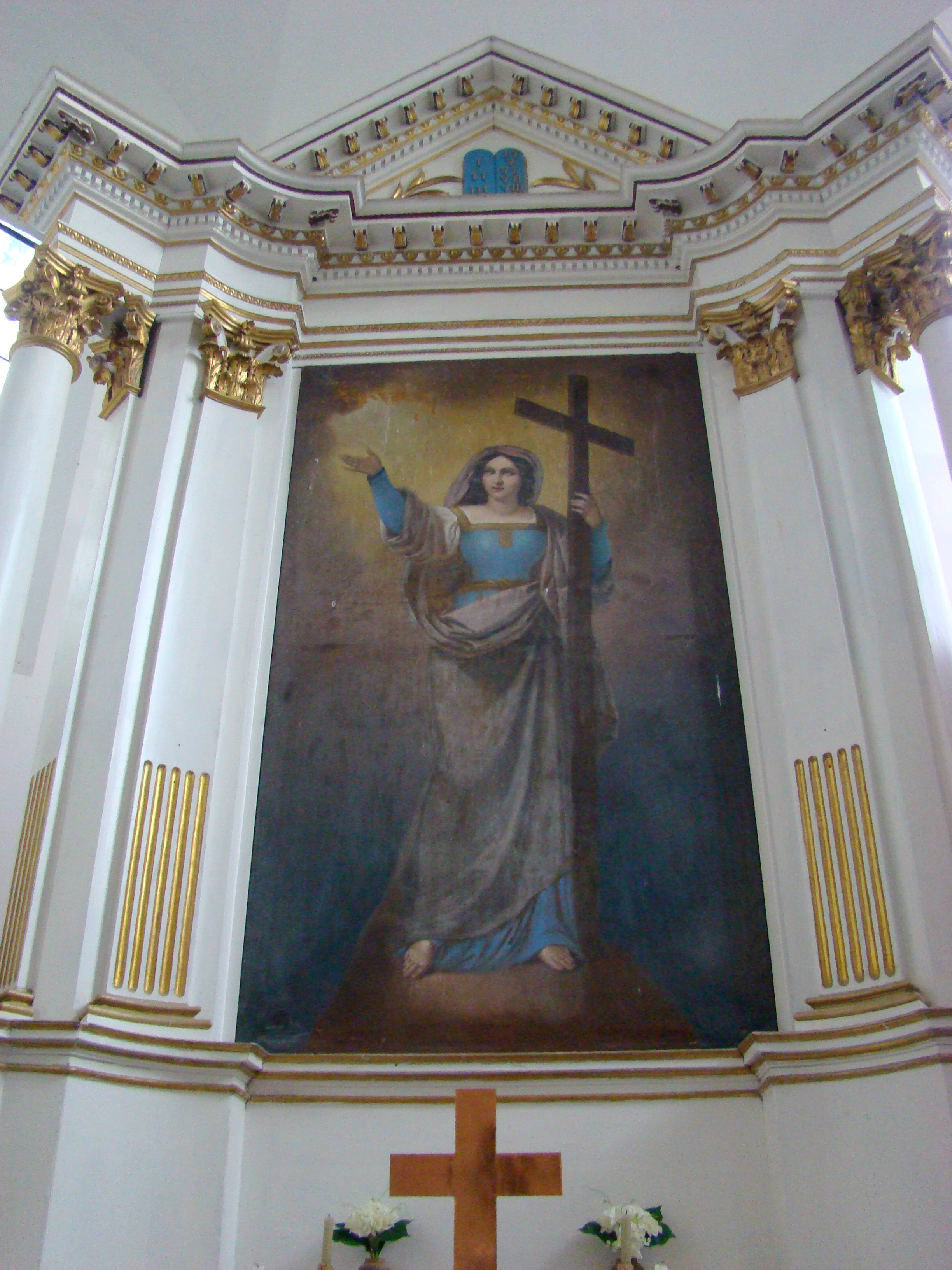
Altarul
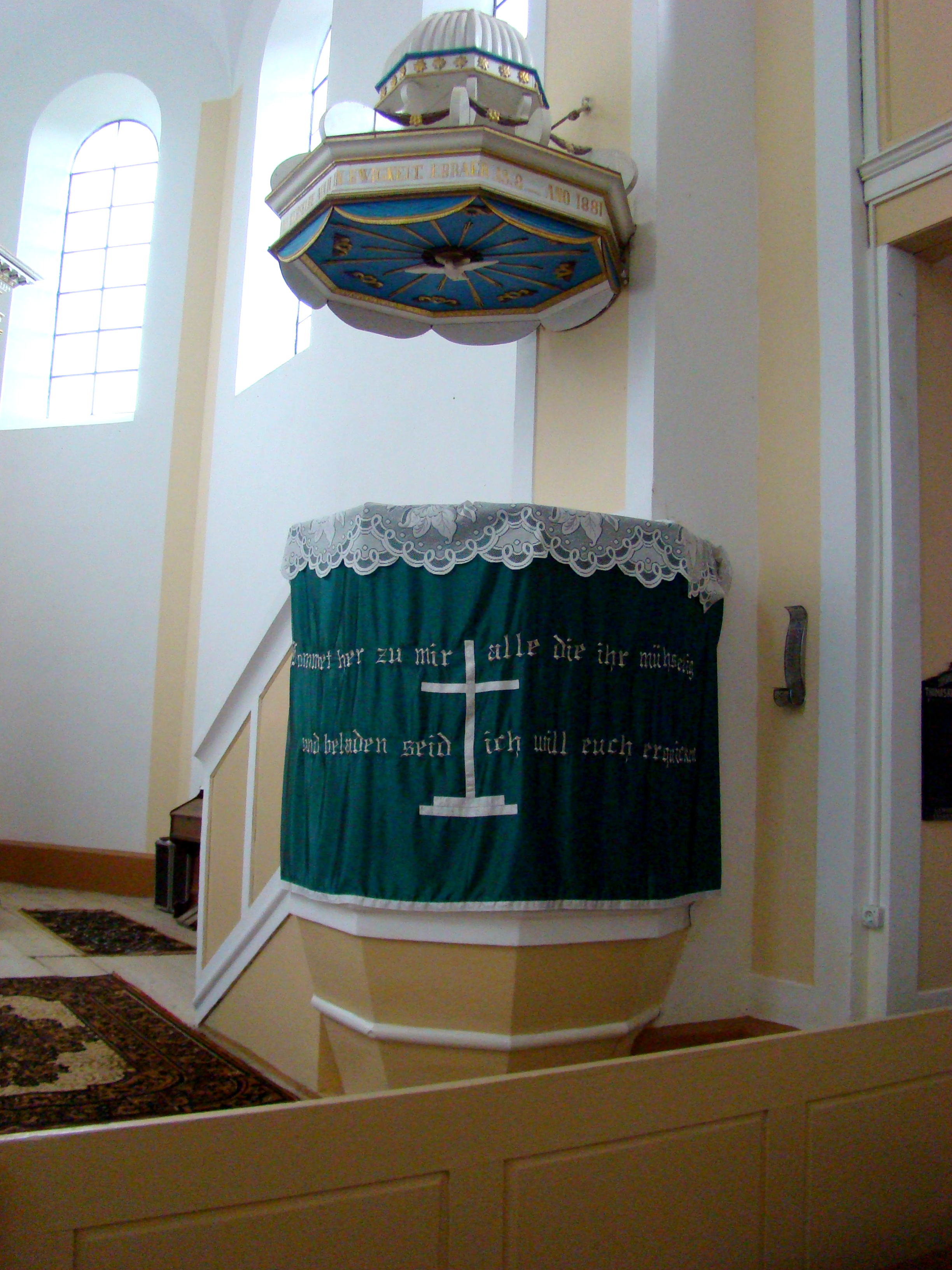
Amvonul
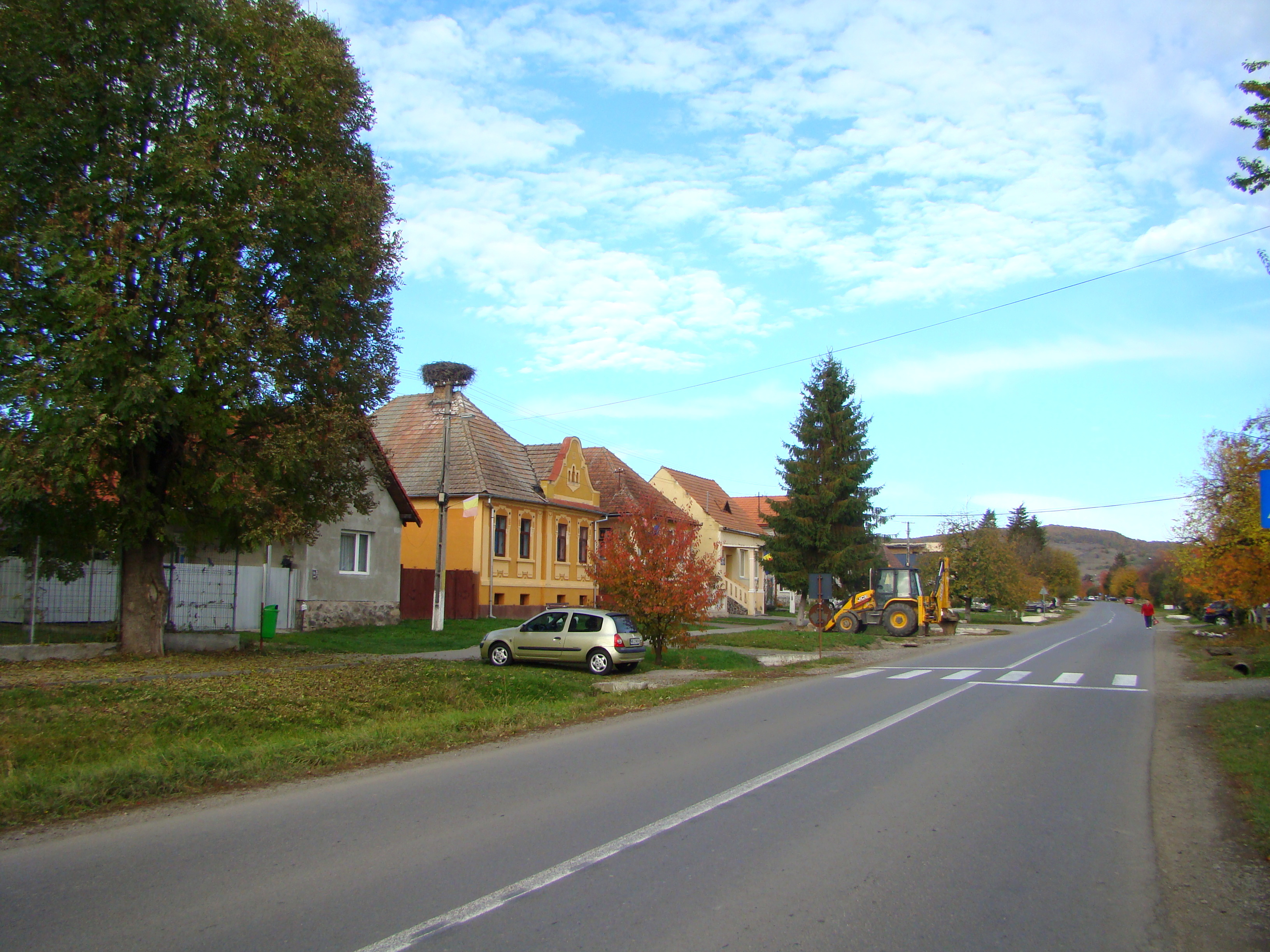
Ideciu de Jos
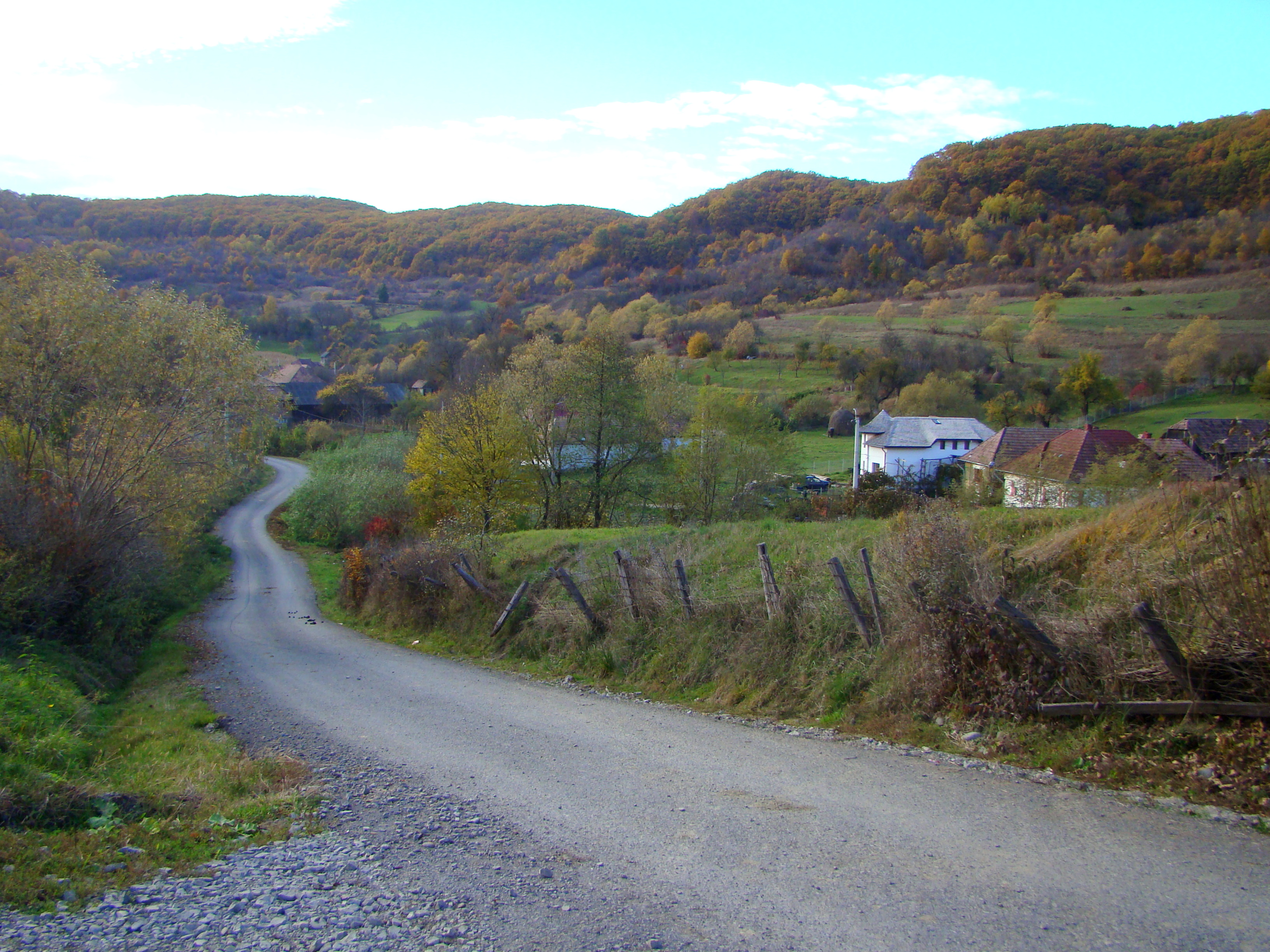
Deleni
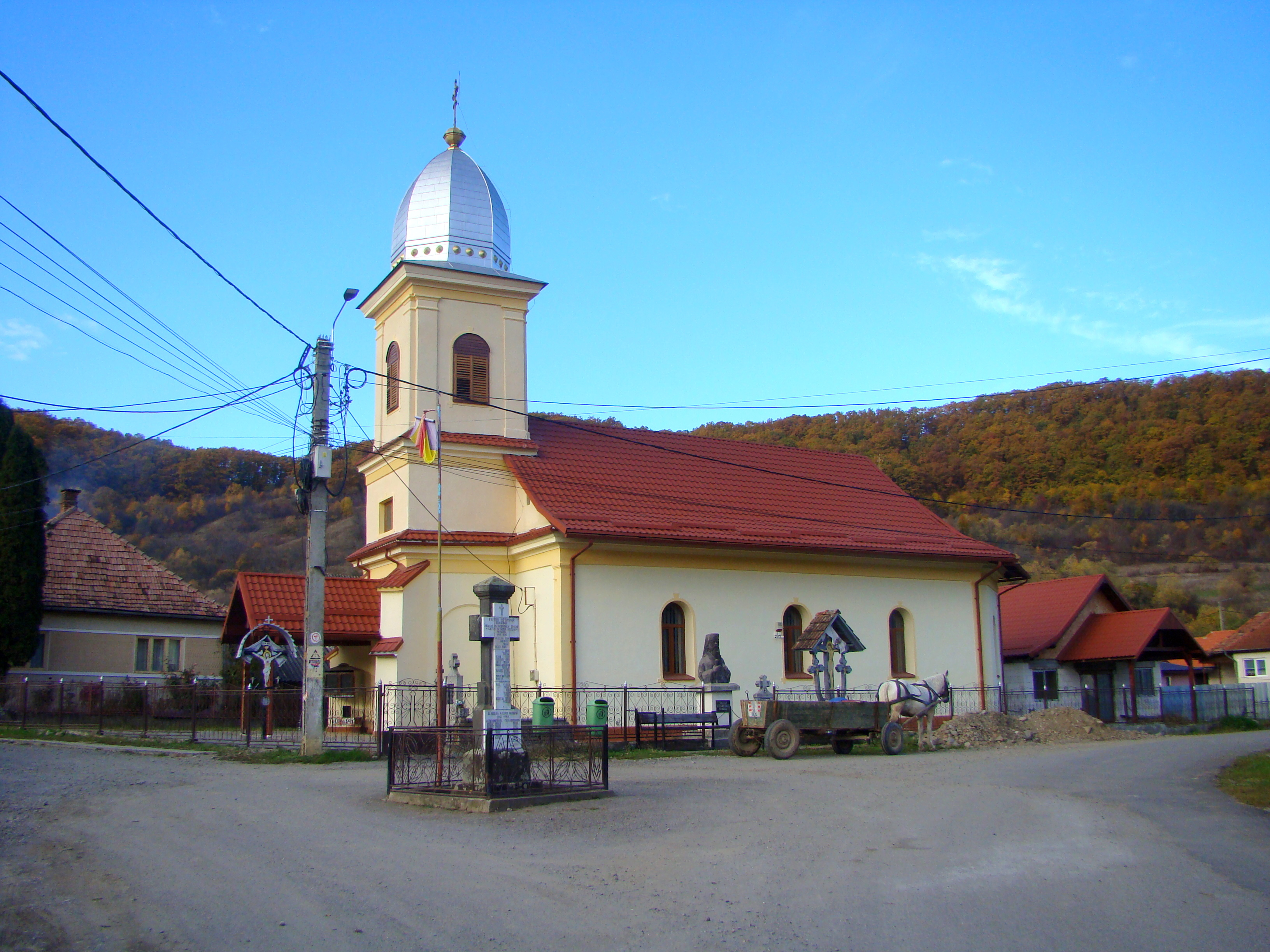
Biserica ortodoxă din Deleni
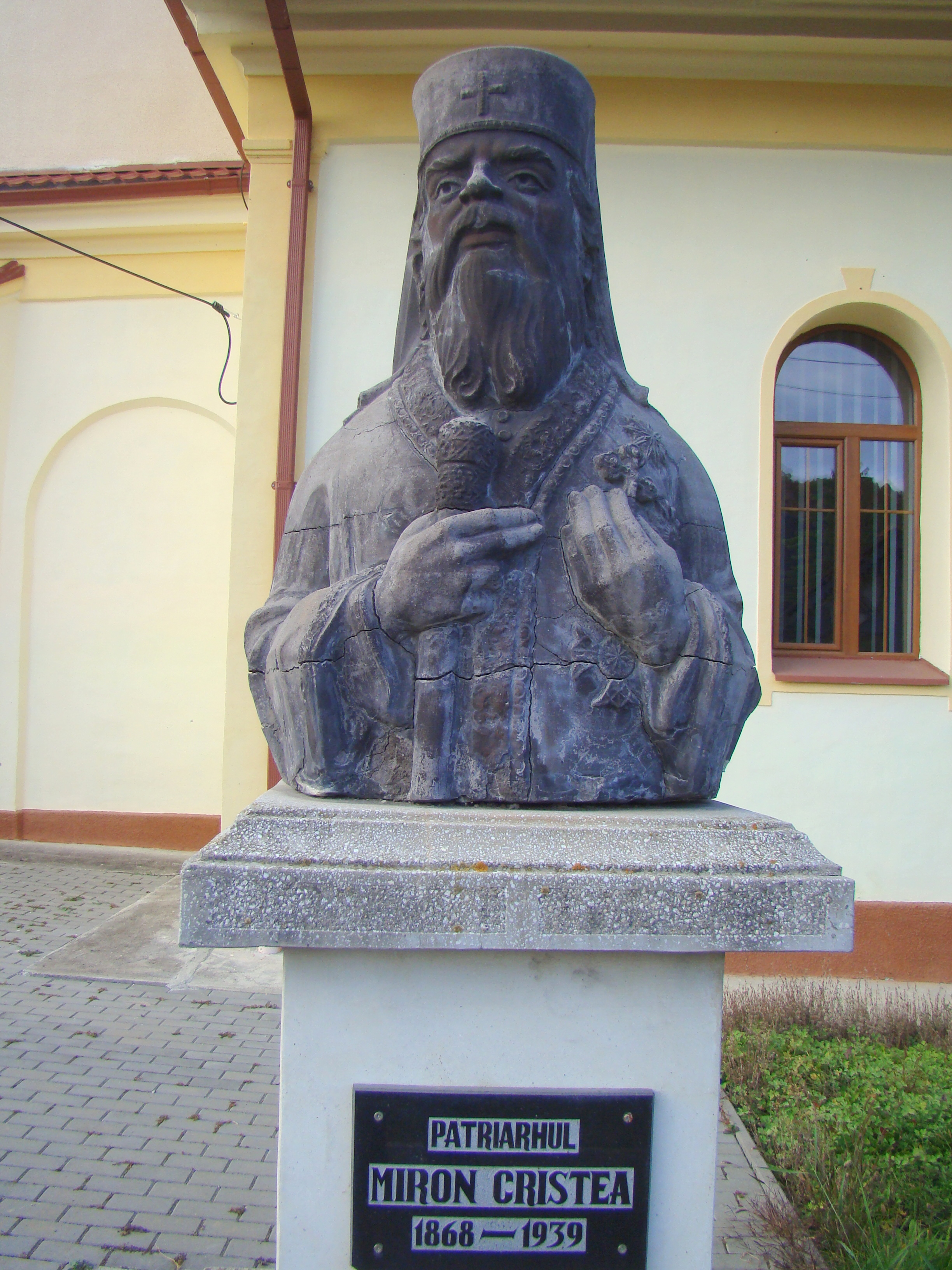
Bustul primului patriarh al României Miron Cristea
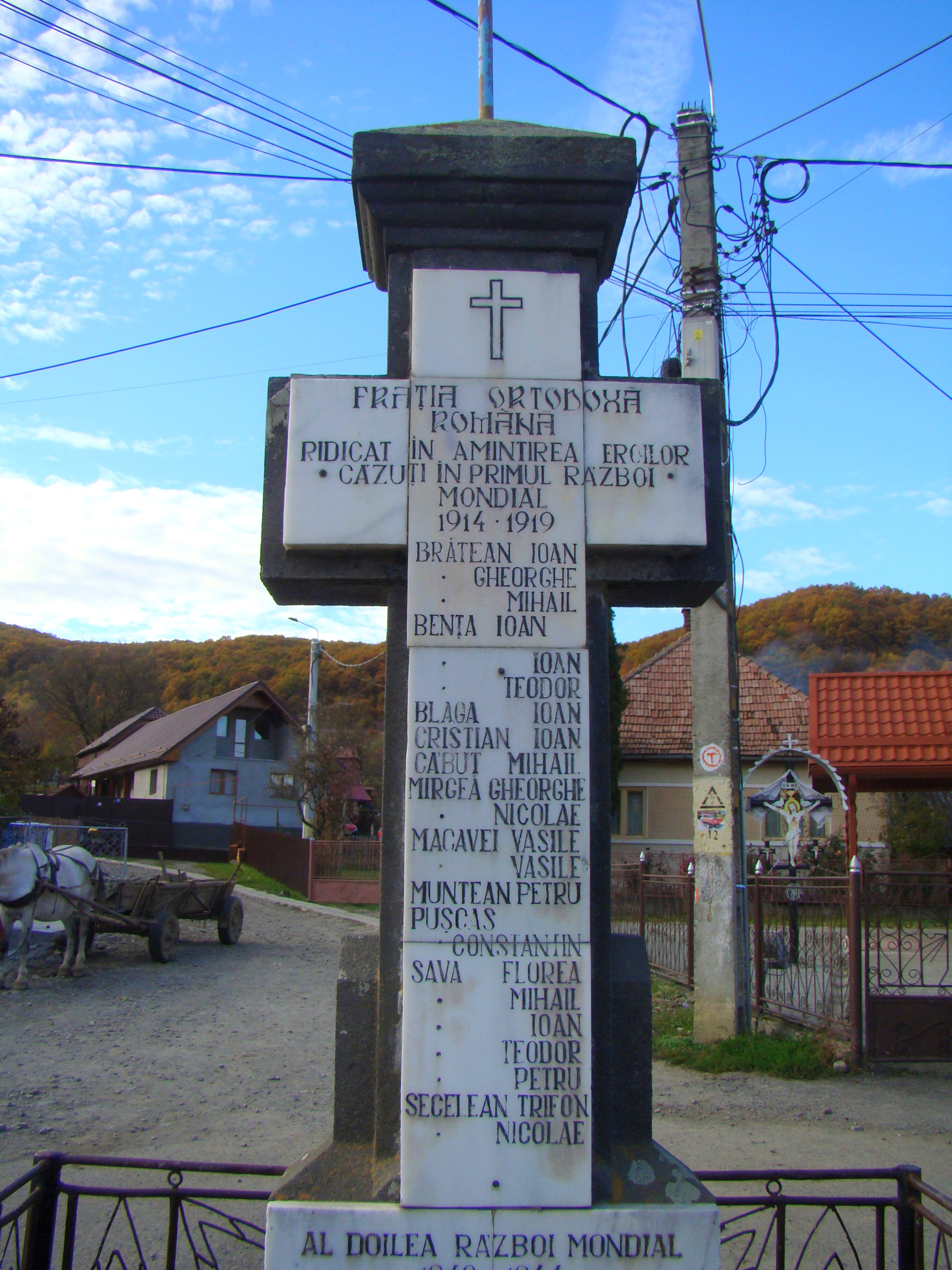
Monumentul eroilor din Deleni
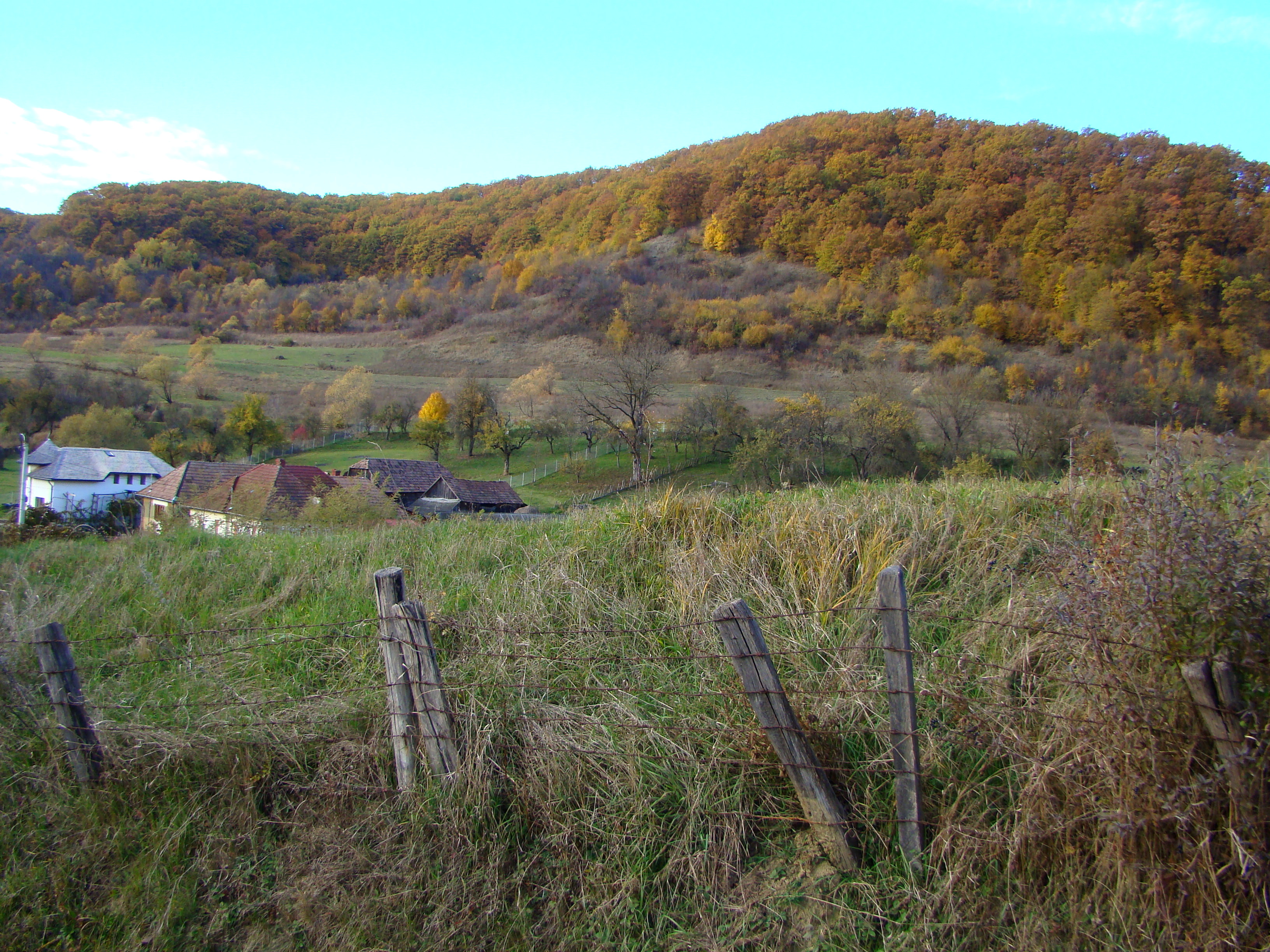
Deleni
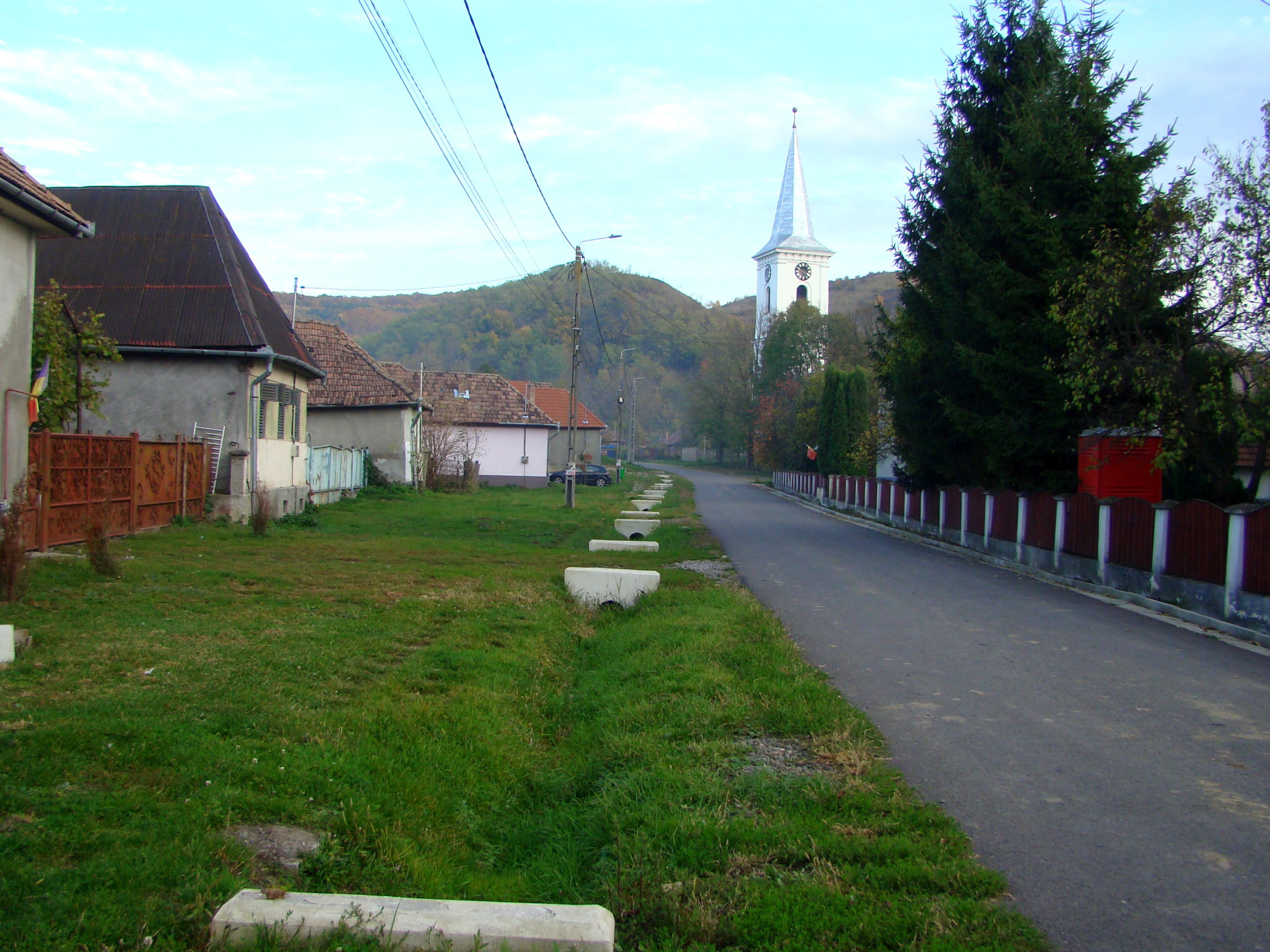
Ideciu de Sus
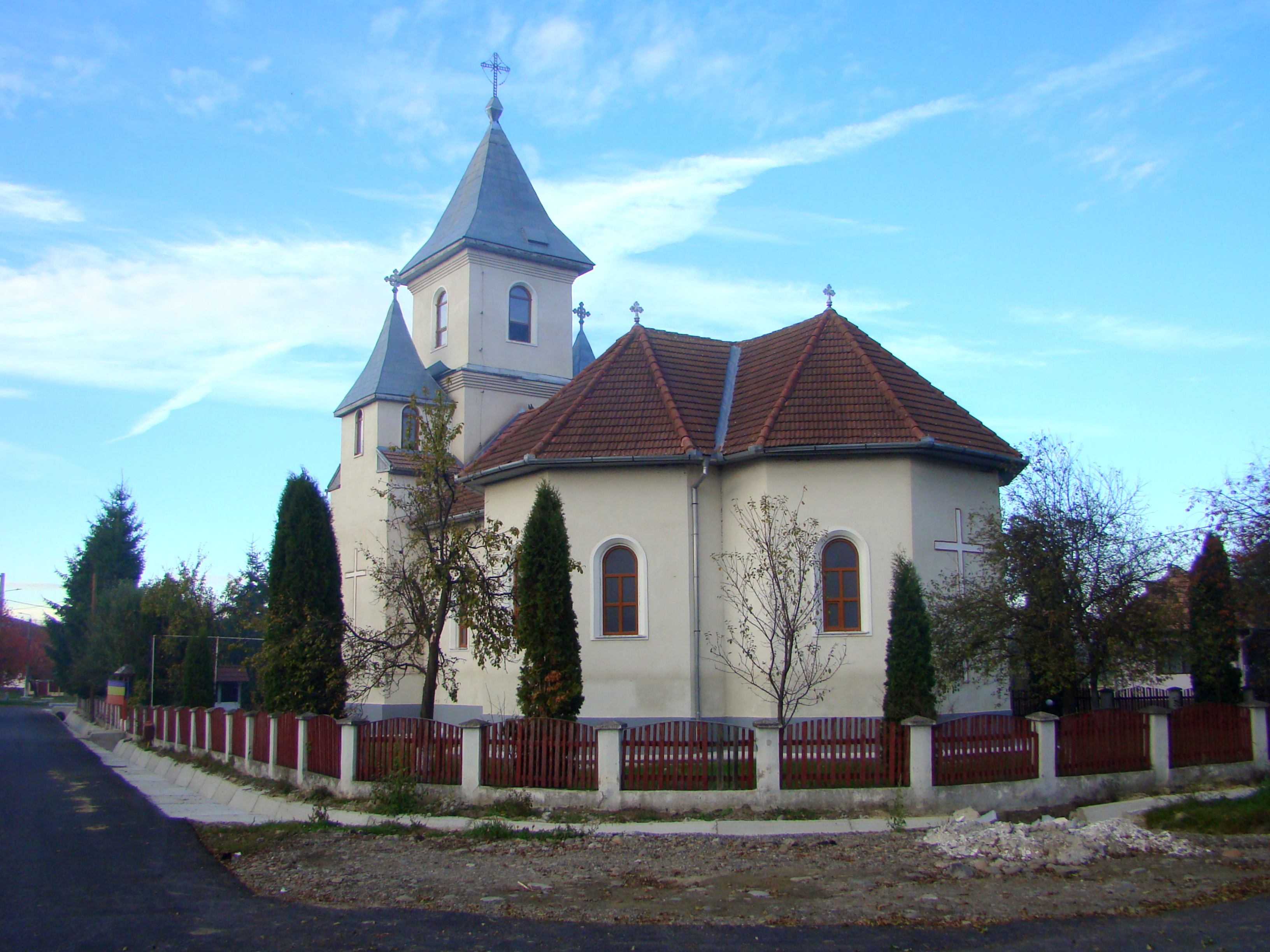
Biserica ortodoxă din Ideciu de Sus
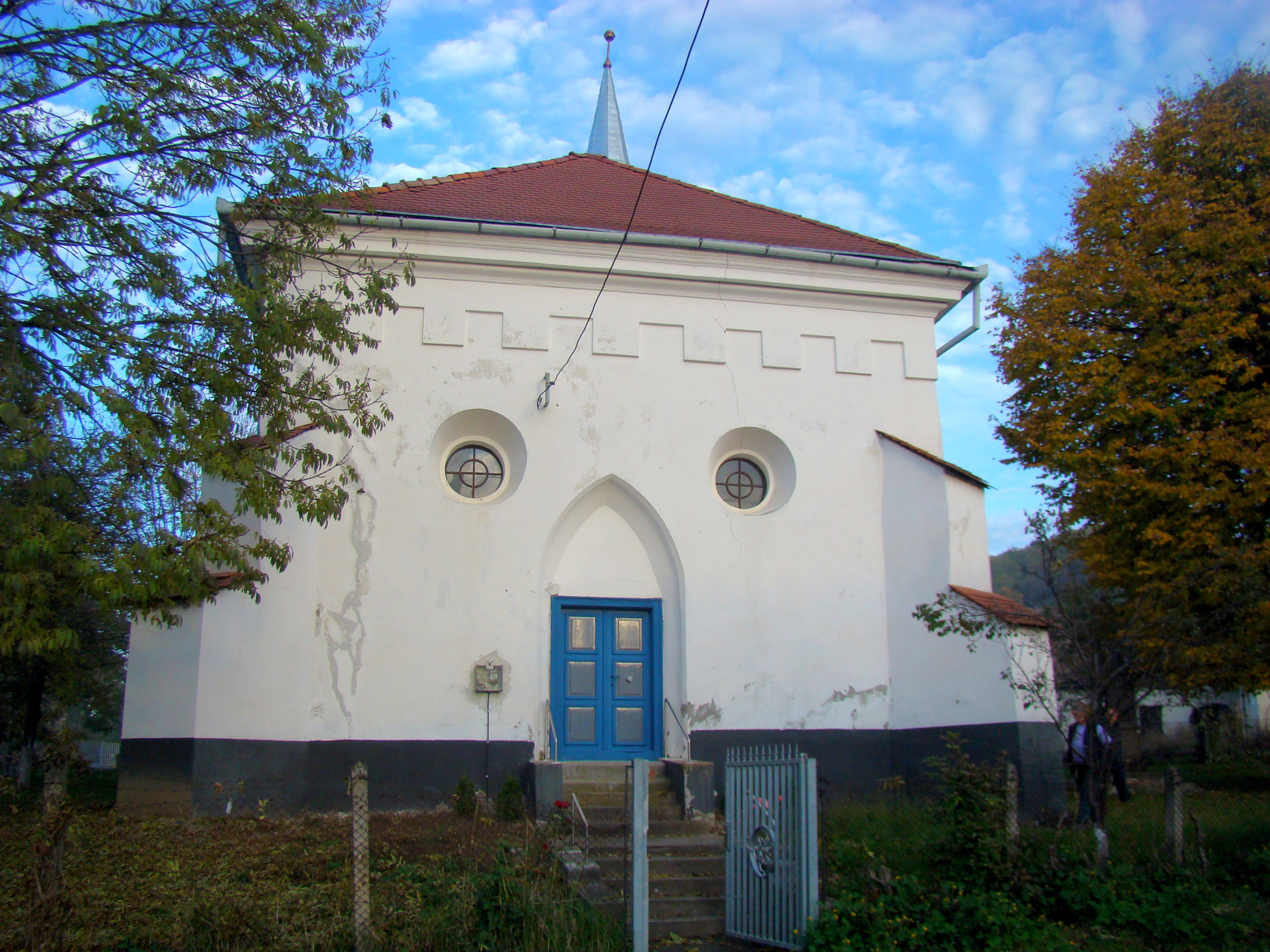
Biserica evanghelică din Ideciu de Sus
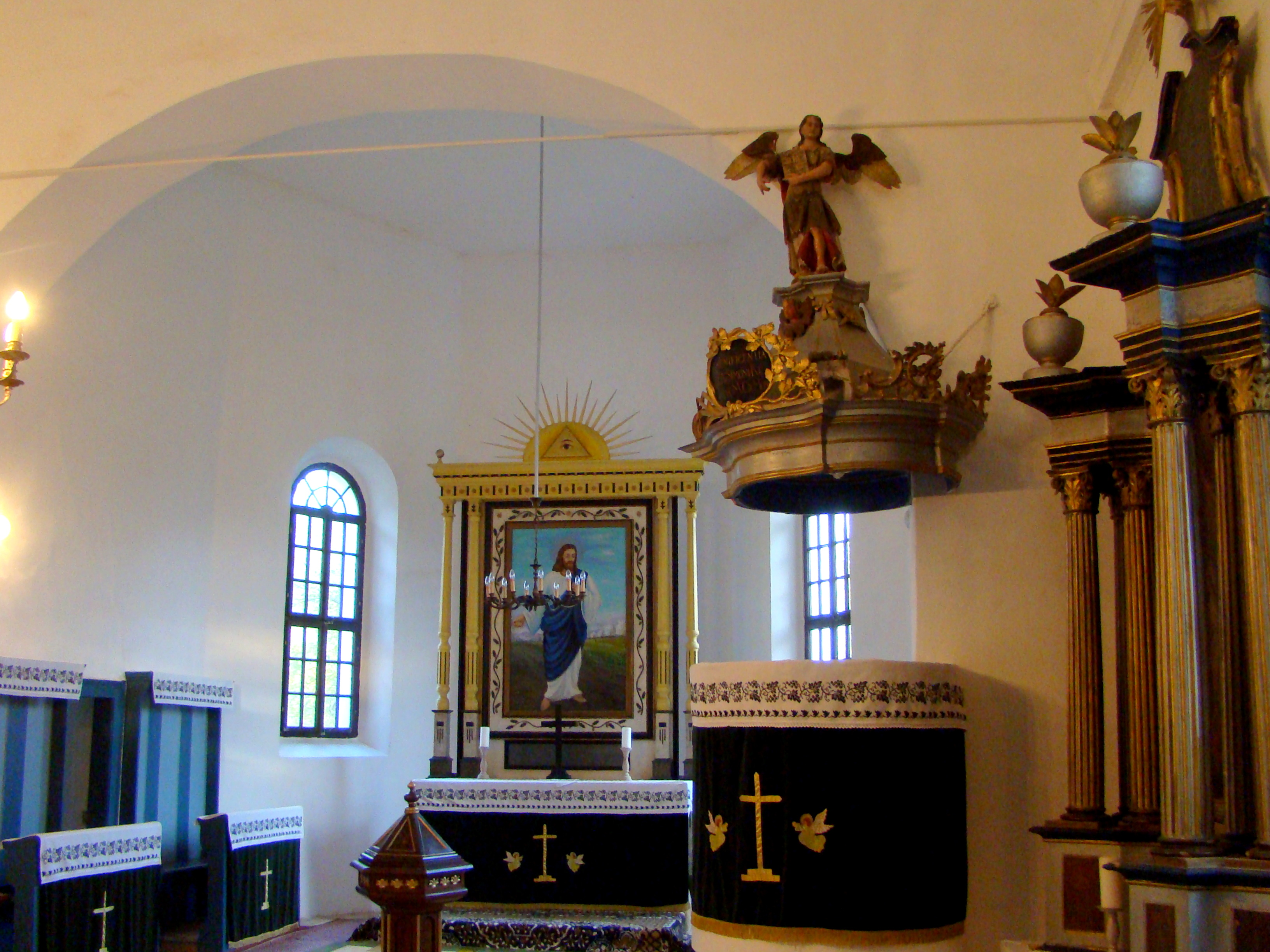
Biserica evanghelică din Ideciu de Sus
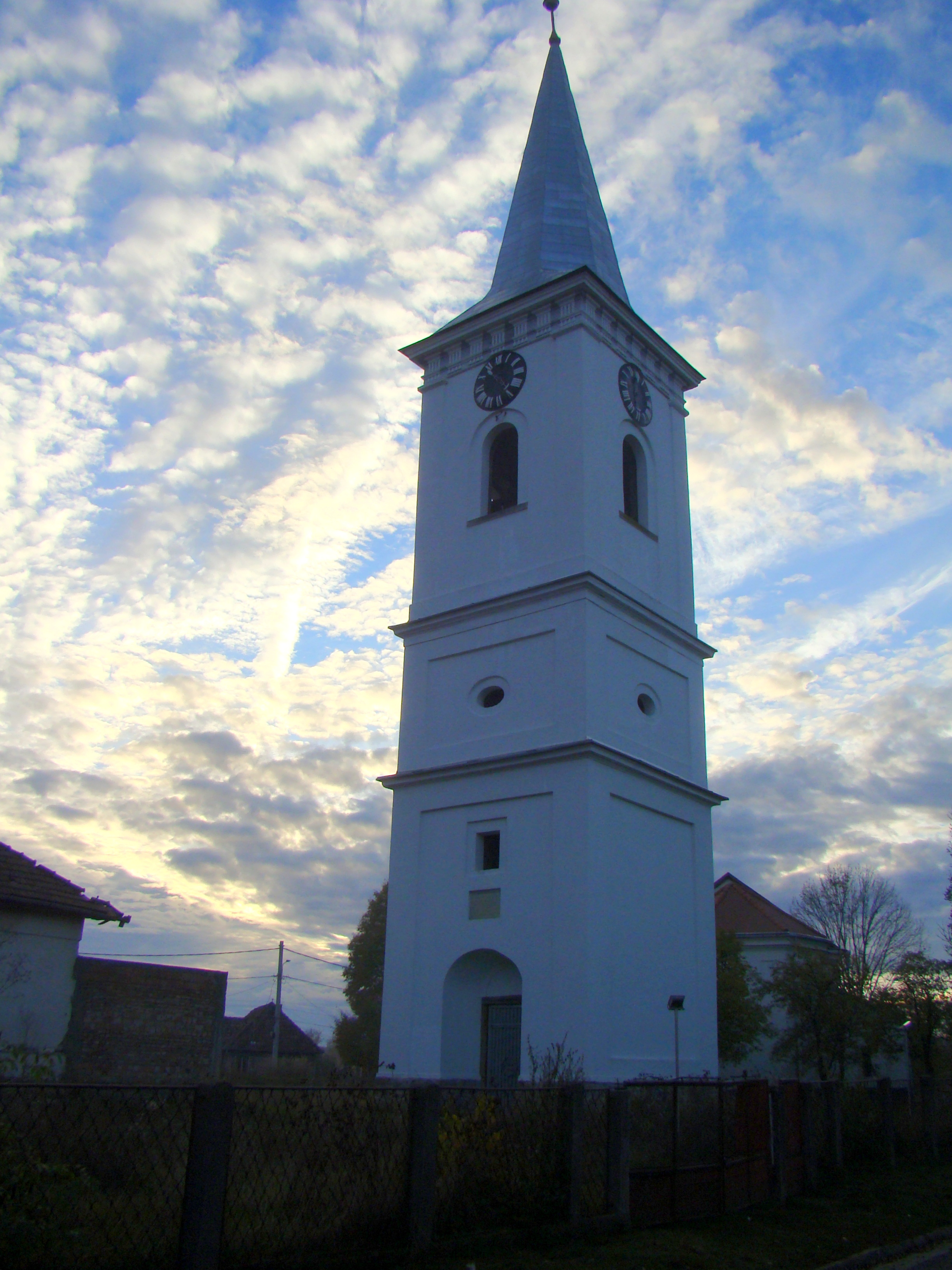
Turnul bisericii evanghelice